# 李震 (成化進士)
李震（1436年—？），字時亨，直隸常州府宜興縣人，民籍。明朝政治人物。進士出身。

## 生平
成化元年（1465年）乙酉科應天府鄉試第二名。成化八年（1472年）壬辰科會試第七十一名，殿試登進士第二甲第五十名。擔任兵部主事。

## 家族
曾祖父李叔賢。祖父李允迪。父亲李恪。